# Стивенс, Доди
До́ди Сти́венс (англ. Dodie Stevens, наст. имя Geraldine Ann Pasquale; род. 17 февраля 1946) — американская певица, прославившаяся в 13 лет с песней «Pink Shoe Laces» («Розовые шнурки»). Эта песня, вышедшая как сингл в 1959 году, попала на 3 место «Билборда» и была сертифицирована золотой за продажи в более чем миллионе экземпляров.